# Hans Hauenstein
Hans Hauenstein (* 29. März 1912 in Wien; † 29. März 1989 ebenda) war ein österreichischer Dichter von Wienerliedern und Schriftsteller. 

## Leben
Hans Hauenstein war hauptberuflich in der Hotelbranche tätig. Daneben verfasste er die Texte zu über 300 Wienerliedern, die etwa von Robert Stolz, Karl Föderl, Charly Gaudriot, Hans Lang, Norbert Pawlicki und Hans Seiter vertont wurden. 
Ab 1951 war Hauenstein Vorstandsmitglied der AKM. 1956 gehörte er neben Peter Herz, Hans Eidherr, Ernst Arnold, Josef Petrak und anderen zu den Gründungsmitgliedern des Verbandes österreichischer Textautoren (VOET), dem er seit der Gründung als Vizepräsident und 1974–1986 als Präsident diente.
Er war der Vater des Musikers Kurt Hauenstein (Supermax).

## Auszeichnungen
- Verleihung des Titels Professor
- Goldenes Ehrenzeichen für Verdienste um das Land Wien
- Johann Strauß Statuette
- Hut vom lieben Augustin
- Ehrenpräsident des VOET.

## Werke
- Scherben bringen Glück. Operette in drei Akten von Hans Hauenstein und Josef Fiala. Musik: Hanns Elin und Ferry Wunsch.

### Wienerliedtexte
- A „Wengerl“ is a bisserl mehr als wenig. Wienerlied. Musik: Silvester Schieder, 1970
- A jeder is a Wedel. Marschlied. Musik: Siegfried Lang, 1962
- A Weana is, wer trotzdem lacht! Wienerlied. Musik: Josef Felsinger, 1960
- A’ Wasser g’hört zum Waschen. Wiener-Marschlied. Musik: Ferry Wunsch, 1953
- Alle Spatzen von Wien pfeifen Straußmelodien. „Spatzen-Polka“. Wienerlied. Musik: Karl Föderl, 1944
- Am schönsten spiel’n d’Schrammeln. Musik: Raimund Brettner, 1951
- Am Sonntag g’hört Wien mir allein. Musik: Kurt Peche, 1964
- Auf jeder Sennhütten in Tirol. Marschlied. Musik: Bert Schmitz, 1949
- Aus a’n Einspännerroß kann ka Traber werd’n ... Wienerlied. Musik: Willy Jelinek, 1969
- Ausseer-Ländler. Musik: Kurt Peche, 1971
- Avec plaisir. Musik: Toni Berg, um 1954
- Bei der Himmelsstiag’n. Wienerlied. Musik: Ferry Wunsch, 1962
- Bruder Leichtsinn. Lustiges Marschlied. Musik: Raimund Brettner, 1963
- Da gibt’s kan’ Herrgott mehr! „Außer Rand und Band“. Wiener Heurigen-Marsch von Alois Kutschera, op. 51. Bearbeitet von Stefan Dietrich, 1939
- Das hat jeder Weaner gern. Lied. Musik: Lothar Steup und Herbert Granditz, 1970
- Das letzte Geld für d’Musi. Wiener-Heurigenlied. Musik: Ernst Track, 1970
- Das schönste Duett von Wien. Marschlied. Musik: Franz Grohner, 1968
- Das Sparschweinderl. Wienerlied. Musik: Fritz Schrott, 1968
- Das Störchlein. Musik: Toni Berg, 1949
- Das Tröpferl Blut vom lieben Augustin. Wienerlied. Musik: Raimund Brettner, 1960
- Deine blauen Guckerln. Slowfox. Musik: Bert Schmitz, 1952
- Der alte Tegetthoff am Praterstern. Wienerlied. Musik: Theo Ferstl, 1949
- Der Drüberstrahrer. Wiener Marschlied. Musik: Ferry Wunsch, 1966
- Der Fahrschein ins Glück. Ein Wiener Stimmungslied. Musik: Raimund Brettner, 1962
- Der Knopf in meinem Tüch’l. Musik: Raimund Brettner, 1962
- Der Kreuzelschreiber. Wienerlied. Musik: Toni Schneider, 1959
- Der Lumpensammler. Wienerlied. Musik: Franz Kreitner, 1971
- Der Mond und der Wein! Wienerlied. Musik: Franz Kreitner, 1949
- Der Ölfleck. Wienerlied. Musik: Karl Schenner, 1957
- Der Steffel, der kriagt jetzt a Fernrohr. Wiener Marschlied. Musik: Ferry Wunsch, 1939
- Der Weana braucht kan Paß. Musik: Karl Föderl, 1941
- Der Weana hat’s Herz auf der Zungen. Wienerlied. Musik: Siegfried Lang, 1961
- Der Weindoktor. Wiener Marschlied. Musik: Ernst Track, 1961
- Der Wirt der mi net kennt. Marschlied. Musik: Karl Schenner, 1960
- Der Zauberschlüssel von Wien. Wienerlied. Musik: Fritz Pelikan, 1966
- Die Dixie-Trixie. Dixieland. Worte: Hans Hauenstein und Norbert Pawlicki. Musik: Norbert Pawlicki, 1959
- Die goldene Pendeluhr. Wienerlied. Musik: Kurt Peche, 1966
- Die Grinzinger Universität. Heurigenmarsch. Musik: Kurt Peche, 1971
- Die kleine Lotterie. Lied und Swing. Musik: Raimund Brettner, 1953
- Die Maderln aus Österreich. Walzerlied. Musik: Josef Sirowy, 1954
- Die Nacht der Träume. Slowfox. Musik: Rico Thurnlack, 1950
- Die sieb’n Fiaker. Wienerlied. Musik: Raimund Brettner, 1960
- Ein Achterl in Krems ... „Wachauerblau“. Weinlied. Musik: Franz Grohner, 1969
- Ein bisserl dick sein. Loblied auf die mollerte Wienerin. Musik: Norbert Pawlicki, 1964
- Ein Glaserl is’ z’wenig. Wienerlied. Musik: Oskar Schima, 1965
- Ein kleines Engerl mit an Pfeil. English-Waltz. Musik: Karl Föderl, 1952
- Ein Ruckerl ins Glück. Wienerlied. Musik: Leo Geitner, 1969
- Ein Vierterl Spezi. Wienerlied. Musik: Franz Grohner, 1965
- Eine Frau mit einer Brille. Fox. Musik: Toni Berg, um 1962
- Einmal nur im Jahr ... Slow-Fox. Musik: Alfred Klepetko, 1949
- Eins zu null für mi’ . Wiener Stimmungsmarsch. Musik: Raimund Brettner, 1955
- Erzähle mir vom Mann im Mond. (“With all my heart”) Deutscher Text: Hans Hauenstein. Worte: Jack Popplewell. Musik: Reginald King, 1943
- Es kann kein Zufall sein. Beguine. Musik: Wolfgang Russ-Bovelino, 1959
- Es war an ihrem Hochzeitstag. Worte: Frank Filip und Hans Hauenstein. Musik: Frank Filip.
- Es war net aufg’straht. Wienerlied. Musik: Ferry Wunsch, 1955
- Fräulein, Sie haben schöne Beine. Fox. Musik: Ferry Wunsch, 1950
- Für d’ Musi bin i a Weh. Heurigenlied. Musik: Franz Strnad, 1953
- Geht’s, spielt’s mir doch endlich a Weanalied. Musik: Ferry Wunsch, 1949
- Gnädige Frau ... ich wäre so verschwiegen. Slowfox. Text: Helmut Andreae und Hans Hauenstein. Musik: Fritz Roll, 1954
- Gockelballade. Fox. Musik: Alexander Österlein, 1957
- Herzerl mit Zippverschluß. Lied und langsamer Bauernwalzer. Musik: Sepp Fellner
- Heut’ war i eing’laden. Wienerlied. Musik: Norbert Pawlicki, 1962
- Heute lass ma’s Werkel renna. Marschlied. Musik: Fritz Killer, 1968
- I bin a Vollblut-Weaner. Wienerlied. Musik: Josef Fiedler, 1966
- I bin heut’ blatt’lvoll ... Musik: Wolfgang Russ-Bovelino, 1962
- I blas net ins Röhrl. Wienerlied. Musik: Ludwig Babinski, 1967
- I brauch ka Tuba, ka Fagott, ka Stradivari. Wienerlied. Musik: Ferry Wunsch, 1948
- I brauch ka Uhr ... Wienerlied. Musik: Willy Jelinek, 1969
- I derf ka Musi hör’n Musik: Lothar Steup, 1968
- I kann net ausse aus meiner Haut. Wienerlied. Musik: Josef Halbich, 1970
- I laß mi’ anstrud’ln. Wienerlied. Musik: Richard Czapek, 1959.
- I mach a Kreuzerl in mein Kalender. Wienerlied. Musik: Toni Schneider, 1949
- I muaß a Denkmal krieg’n! Wienerlied. Musik: Ferry Andree, 1958
- I muß mi selber bändigen. Musik: Herbert Seiter, 1971
- I nasch gern von an Weinderl. Wienerlied. Musik: Fritz Killer, 1967
- I red im Rausch. Wienerlied. Musik: Fritz Killer, 1958
- I schreib gern a ruhige Kugel. Wienerlied. Musik: Andy Hallecker, 1970
- I streit sogar mit’n Teufel ... Musik: Josef Felsinger, 1974
- I zupf’ an jedem Margeriterl. Tango. Musik: Silvester Schieder
- I’ bin ka I-Tüpferlreiter .... Wienerlied. Musik: Fritz Schrott
- I’ mach’ jetzt mit’n Petrus an Vertrag! Wienerlied. Musik: Karl Föderl, 1946
- Ich bin ein armer Vanquero. („Gloomy-Bolero“) Musik: Norbert Pawlicki, 1961
- Ich bin so schüchtern. Foxtrot. Musik: Theo Ferstl, 1949
- Ich hab nicht viel, du hast nicht viel! Walzerlied. Musik: Charly Gaudriot, um 1955
- Ich hab’ an Schatz entdeckt. Musik: Bruno Lanske, 1973
- Ich hab’ dich nicht gesucht. Slow. Musik: Josef Sirowy, 1954
- Ich weiß genau soviel von dir ... Medium-Fox. Musik: Ferry Andree, 1959
- Ich zieh den Hut vor jedem Weinstock. Musik: Hans Lang, 1971
- Im Kerzlgarten. Wienerlied. Musik: Kurt Peche, 1971
- Im Weinberggasserl. Wienerlied. Musik: Raimund Brettner, 1964
- In der Höldrichsmühl’ .... Lied. Musik: Raimund Brettner, 1963
- In jeder Wienerin lebt eine Königin. Lied und Slowfox. Musik: Robert Stolz, op. 878, 1952
- In Sankt Kathrein am Hauenstein. Volkslied. Musik: Fritz Killer, 1971
- Jimmy aus Colorado. Cowboy-Song. Musik: Norbert Pawlicki, 1963
- Kein Wein vom Stamperl. Musik: Josef Felsinger, 1971
- Kleines Haus dort am See. Lied und English Waltz. Musik: Alfred Klepetko, 1948
- Komm, trinke mit mir Bruderschaft. Walzerlied. Musik: Bert Schmitz, 1949
- Küß mich, Liebling! („Good night, Darling!“) Deutscher Text: Hans Hauenstein. Worte und Musik: Stan Denton und Ken Campbell
- Liebe alte Majestät. Wiener Reminiszenz. Musik: Silvester Schieder, 1954
- Liebe Frau Inspektor. Marsch-Fox. Musik: Josef Fiedler, 1867
- Liebe muss dabei sein. Worte: Peter Herz und Hans Hauenstein. Musik: Ernst Reinhold Kerber, 1972
- Löscht’s die Luster aus. Marschlied. Musik: Ferry Wunsch, 1957
- Marimba-Raspa. „La Raspa“. Musik: Ernst Landl, 1950
- Mei Frau is per „Sie“ mit mir. Wienerlied. Musik: Kurt Peche, 1966
- Mei Verjüngungskur. Heurigenmarsch. Musik: Theo Ferstl, 1965
- Mei’ Alte hat die Viecherln gern. („Mei’ Hausmenagerie“) Musik: Sepp Fellner, 1949
- Mei’ Hausmedizin. Heurigenmarsch. Musik: Kurt Peche, 1962
- Mein Binkerl aus Wien. Wienerlied. Musik: Raimund Brettner, 1963
- Mein Hobby. Wienerlied. Musik: Kurt Peche, 1973
- Mein liebes Riesenrad. Wienerlied. („Herrn Dr. Karl Lamac und seiner Gemahlin herzlichst zugeeignet“). Musik: Raimund Brettner, 1963
- Mein Vogel. Couplet. Musik: Franz Grohner, 1973
- Mein Weinbergparadies. Wienerlied. Musik: Raimund Brettner, 1966
- Mein Winterschlaf. Musik: Hans Lang, 1968
- Meine Freundin ist Studentin und beim Zahnarzt Assistentin. („Die Zahn-Assistentin“). Swing. Musik: Karl Wiedner, 1959
- Mir fehlt was! Wienerlied. Musik: Toni Elsner, 1968
- Mir hab’n den Scherben auf. Wienerlied. Musik: Ferry Wunsch, 1949
- Mitt’n in Wien steht der Stefansturm d’rinn’. Wiener Marschlied. Musik: Ferry Wunsch, 1947
- Morgendämmerung. Slowfox. Musik: John Gartner, 1953
- Nach 2, 3 Vierterln ... Wienerlied. Musik: Josef Halbich, 1970
- Nach einem Engerl hat der Herrgott d’Wiener Maderln g’macht. Wienerlied. Musik: Hanns Elin, 1949
- Nummer sicher. Fox. Worte von Hans Hauenstein und Emil Maass. Musik von Franz Kreitner, um 1956
- Nur ein schmales, goldnes Ringerl. Musik: Henryk Taborski, 1963
- Nur net verdursten! Heurigenmarsch. Musik: Raimund Brettner, 1964
- Opernring - Sievering. Wienerlied. Musik: Josef Kunerth, 1962
- Pfeif-Swing. Aus dem Zenith-Benesch-Film „Sag’ja, Mutti ...“. („Kleines Herz in großer Not“). Text: Frank Filip und Hans Hauenstein. Musik: Frank Filip, 1958
- Prosim-Polka. Musik: Wolfgang Russ-Bovelino, 1963
- Pupperl aus Marzipan. Ländlicher Walzer. Musik: Ferry Wunsch, 1953
- Reserl, ich möcht mit dir Kirschen brocken. Walzerlied. Musik: Bruno Hauer, 1954
- Rote Rosen hab’ ich heut’ auf meinen Tisch gestellt. Lied und Slowfox. Text: Hans Hauenstein und Hans Zeisner. Musik: Hans Zeisner, 1953
- Sagt’s wo san denn uns’re echten alten Weaner? Musik: Raimund Brettner, 1955
- Schani, spiel auf! Stoßseufzer eines Strauß-Enthusiasten. Musik: Theo Ferstl, 1964
- Schnackerlstössen. Wienerlied. Musik: Gustav Szabo, 1949
- Sei net z’wider! Heurigenmarsch. Musik: Josef Felsinger, 1964
- Servus, alter Spezi! Wienerlied. Musik: Toni Schneider, 1959
- So a Viecherei. Musik: Alois Pribitzer, 1973
- So hoch wie der Himmel. (”How green was my valley“) Deutscher Text: Hanns Elin und Hans Hauenstein. Worte: Benny Davis. Musik: Abner Silver, 1947
- Süß, wie die Sünde ... Slow-Fox. Musik: Heinz Schimmer, 1949
- Uns woll’ns den Steffel stehl’n. Wiener Marschlied. Musik: Karl Föderl, 1951
- Vergeud nicht die Tage mit Träumen. Lied. Musik: Alfred Walz
- Von mir kann kaner was erb’n. Marschlied. Musik: Lothar Steup, 1968
- Wann d’Schrammeln anblasen san. Wienerlied. („Herrn Dr. Toni Plaschka ‚Im feuchten Stock’ herzlichst und freundschaftlichst gewidmet.“) Musik: Raimund Brettner, 1952
- Wann der Wind geht. Heurigenlied. Musik: Rudi Meixner, 1966
- Wann die Tant’ kan Onkel find’t. Wiener Marschlied. Musik: Josef Fiedler, 1968
- Wann heut’ wo ausg’steckt wird. Marschlied. Musik: Ferry Wunsch, 1938
- Wann i will - dann kann i net ... Wienerlied. Musik: Josef Fiedler, 1961
- Wann i’ amol beim Biberln bin. Musik: Bruno Lanske, 1973
- Wann i’ zehnmal auf d’ Welt kommen tät’. Marschlied. Musik: Raimund Brettner
- Was hab’n früher d’Weaner tendiert? Musik: Leo Geitner, 1967
- Weinderl aus Wien. Wienerlied. Musik: Richard Karger, 1957
- Wie ein Märchen ohne Ende. Langsamer Walzer. Musik: A. Solymási-Rödiger, 1958
- Wien kann niemand beschreiben ... Wienerlied. Musik: Fritz Killer, 1968
- Wiener Pfeifer-Marsch. Musik: Ernst Track, 1961
- Wiener Raunzerlied. Musik: Karl Zaruba, 1961
- Zizerlweis, zuzerlweis ...  Eine Anleitung für Weinbeisser. Musik: Karl Föderl, 1940
- Zwischen Petersdorf und Mauer. Wienerlied. Musik: Raimund Brettner, 1964

### Schriften
- Chronik des Wienerliedes. Ein Streifzug von den Minnesängern über den lieben Augustin, den Harfenisten und Volkssängern bis in die heutige Zeit. Jasomirgott-Verlag, Klosterneuburg, Wien 1976.
- Hobelspäne des Geistes. Eine Fülle lustiger Einfälle, lästiger Anfälle und listiger Ausfälle. Karner Verlag, Wien 1976.
- Wiener Dialekt. Weanerische Drahdiwaberln von Adabei – Zwirnknäullerl. 2. Auflage. Karner Verlag, Wien 1978.
- Interpreten des Wienerliedes. Mit Illustrationen und Porträts. Karner Verlag, Wien 1979.